# Olifant

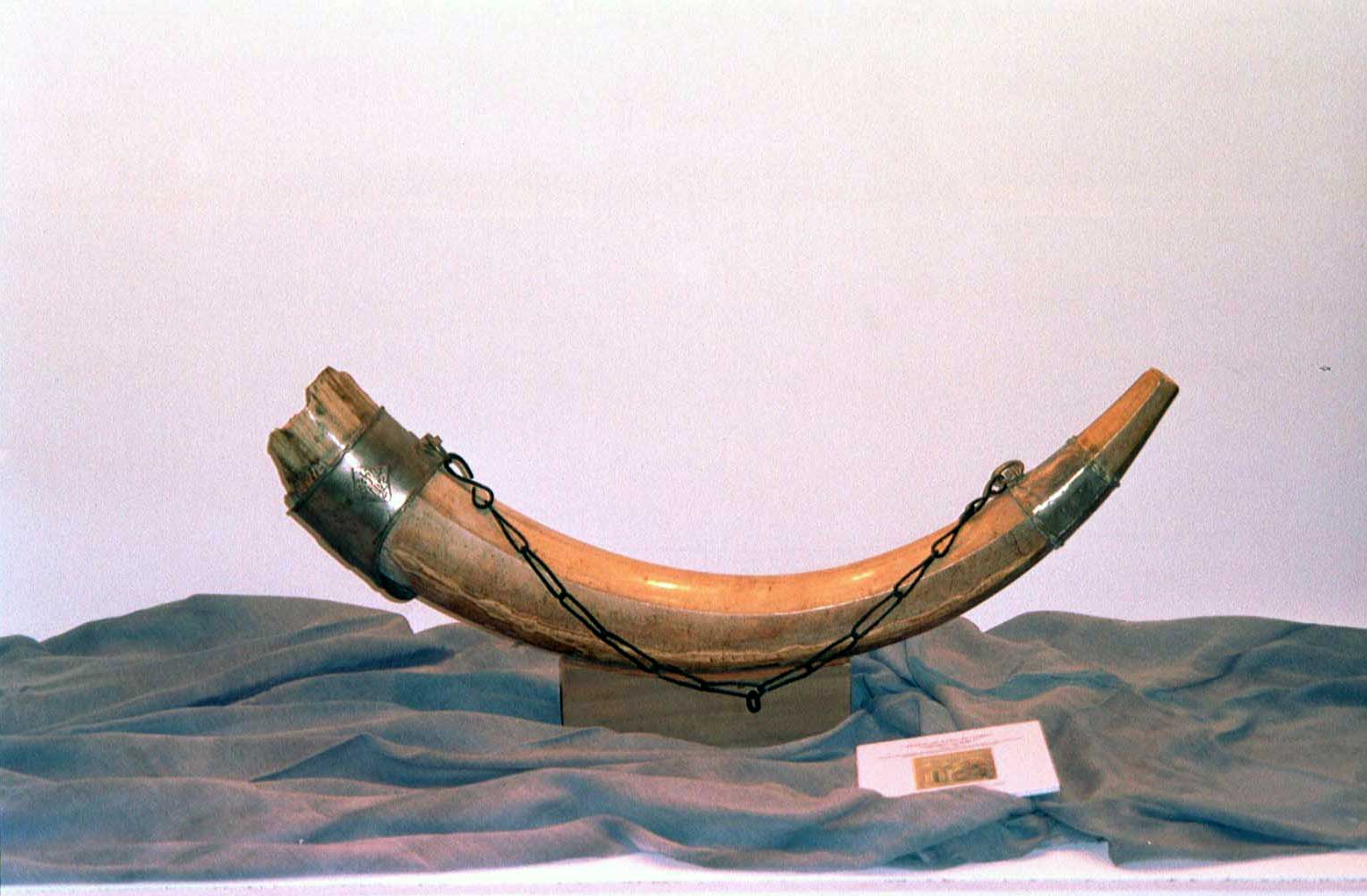
Das dem legendären Roland zugeschriebene Horn Olifant im Museum der Kathedrale von Santiago de Compostela

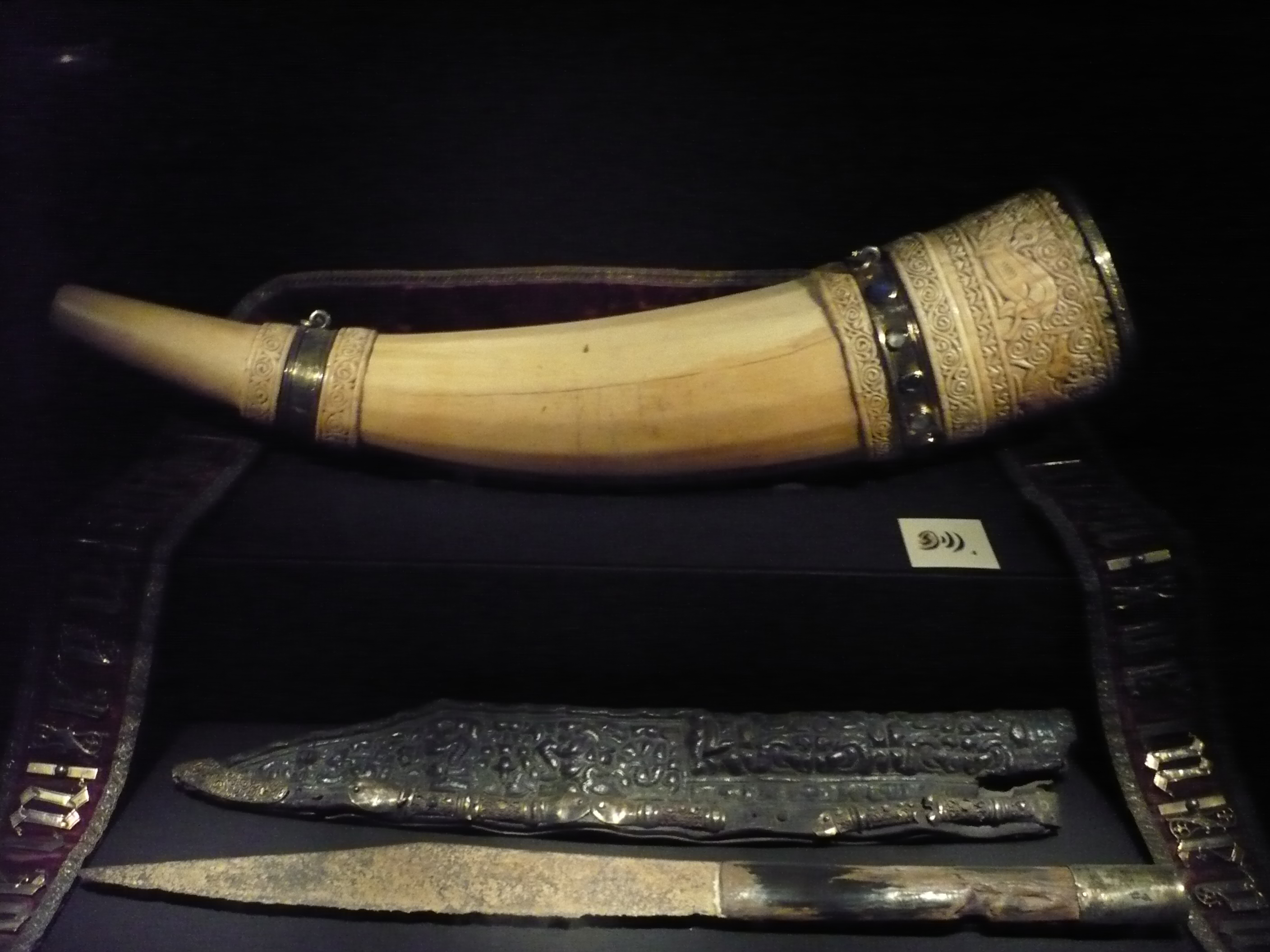
Olifant in der Aachener Domschatzkammer

Ein Olifant, auch Oliphant, ist eine mittelalterliche Elfenbeintrompete, die vom 10. Jahrhundert bis zum Anfang des 13. Jahrhunderts hauptsächlich von muslimischen Handwerkern in Süditalien aus aufwendig bearbeitetem Elfenbein angefertigt wurde. Die wertvollen Olifanten waren Standessymbole und dienten als Signalhörner bei der Jagd. Der Name Olifant ist das altfranzösische Wort für „Elefant“.
Im gesellschaftlichen Leben spielten Hörner im Mittelalter nur eine untergeordnete Rolle. Die ab dem 10. Jahrhundert aus Byzanz nach Europa eingeführten oder in Süditalien angefertigten Elfenbeintrompeten waren mit Schnitzereien und Verzierungen versehen. Damit gehörte das Horn zu den Insignien der Ritterschaft. Jedoch war seine Signalwirkung eher mäßig. Es gab meist nur einen, manchmal zwei und in Ausnahmefällen auch drei Töne von sich (Naturtöne). Die sagenhafte Reichweite ihres Schalles wurde in der Absicht, die Kraft des Bläsers zu heroisieren, meist mächtig übertrieben.
Der Olifant taucht häufig in der französischen Literatur des Mittelalters auf. Er wurde noch während der Renaissance und bis ins 17. Jahrhundert (aus Stierhörnern) hergestellt. Beispielsweise galt in England ein Olifant als besonderes Zeichen der Würde und Ehre (wichtiges Amt, Lehngut) und wurde anstatt eines Dokumentes vom König vergeben. Wurde kein Elfenbein verwendet, nahm man meist Gold.
Der wohl berühmteste Olifant soll im Jahr 778 dem im Rolandslied besungenen Helden Roland, Markgraf der bretonischen Mark und Paladin Kaiser Karls des Großen, gehört haben, der bei Roncesvalles in den Pyrenäen im Kampf gegen die Basken (der Sage nach gegen die Sarazenen) fiel. Im um 1100 entstandenen Rolandslied rief der umzingelte Roland mit seinem Horn das Hauptheer um Karl den Großen zu Hilfe. Da seine Niederlage nicht zu vermeiden war, beschloss er, sein Schwert (Durendal) und sein Horn zu zerstören, um sie der Hand des Feindes zu entziehen. Nach anderen mythischen Erzählungen habe er so fest und kräftig geblasen, dass sein Signal weit weg von Karl gehört wurde, aber seine Halsschlagader platzte und das Horn zerbarst. Dennoch behaupten sowohl die Schatzkammer des St.-Veits-Domes in Prag als auch das Museum der Kathedrale von Santiago de Compostela, das Horn des Roland in ihrem Besitz zu haben.
Ungefähr 80 mittelalterliche Olifanten blieben erhalten, die meisten wurden von arabischen Handwerkern etwa im 11. Jahrhundert in Süditalien hergestellt. Vergleichbare, meist kleinere Signalhörner, die aus anderem Material als Elfenbein gefertigt sind, werden Hifthorn genannt.